# ネコ城

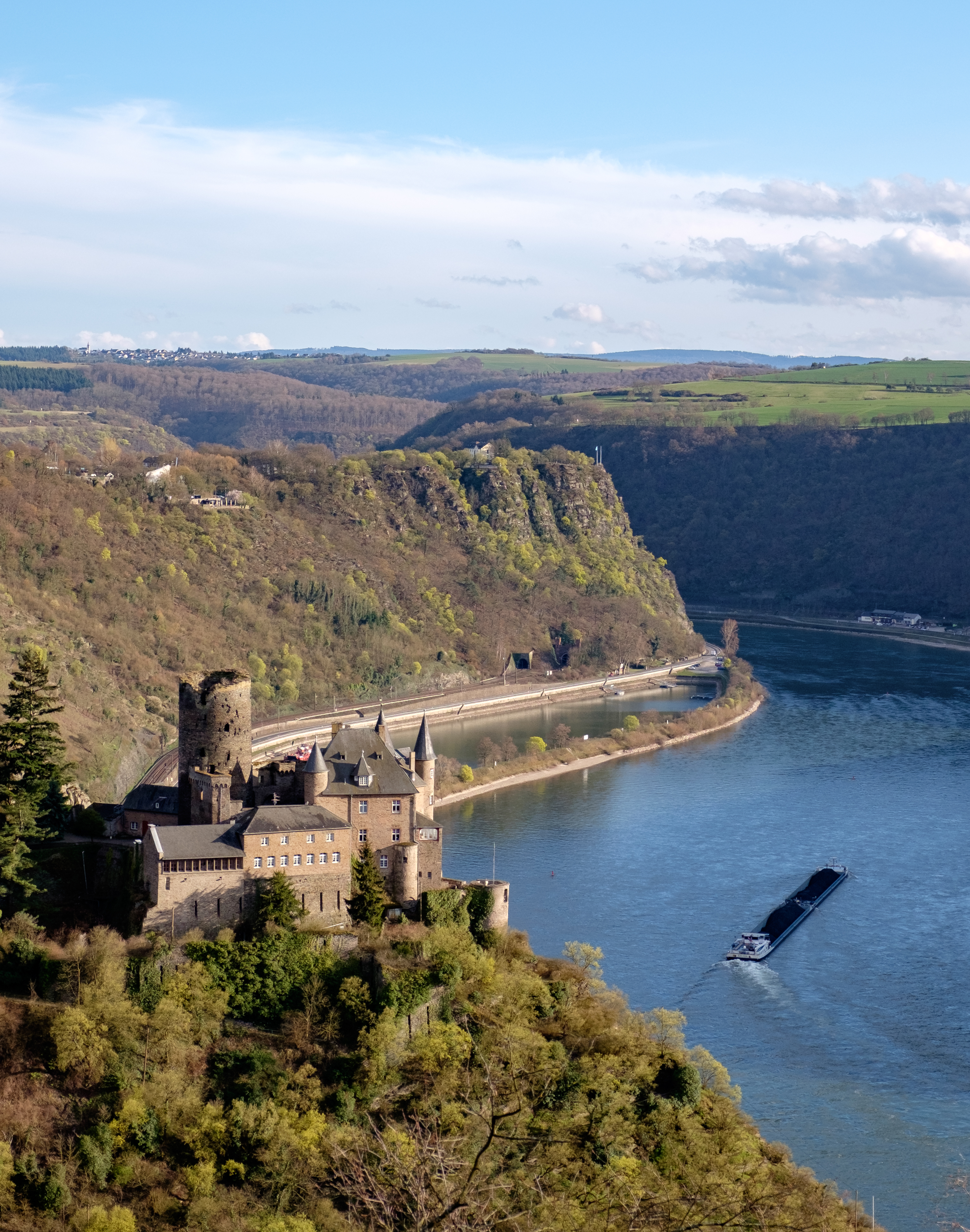
ライン川沿いに建つネコ城。写真中央奥に切り立っている岩はローレライ。

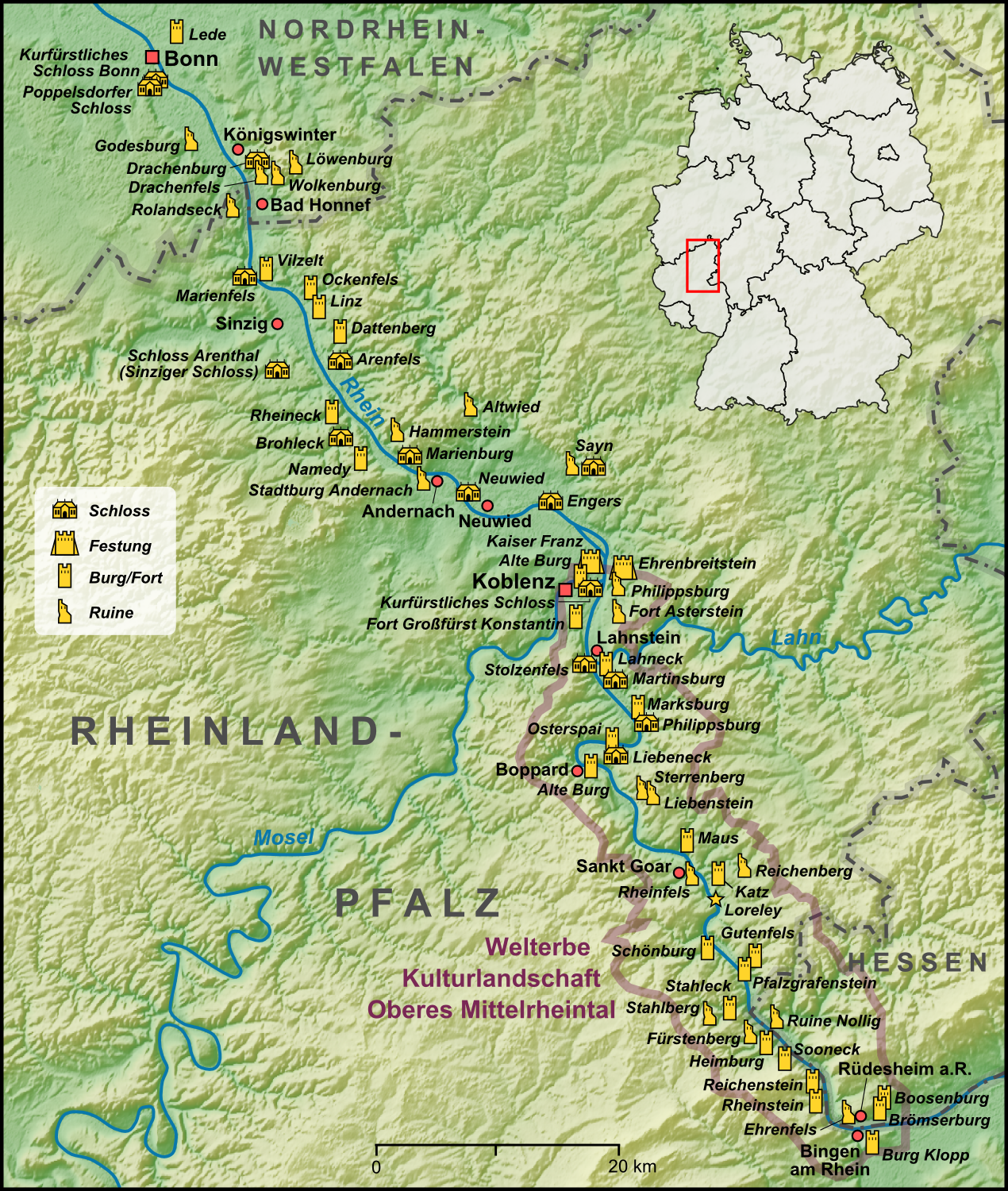
周辺の地図、紫のラインで囲まれた範囲が世界遺産ライン渓谷中流上部の範囲。しっかりネコ城（Burg Katz）が含まれている

ネコ城（ドイツ語: Burg Katz）は、ドイツ連邦ラインラント＝プファルツ州ザンクト・ゴアールスハウゼンのライン川上流沿いにある城。西ドイツ政府から日本人男性がホテルにする目的で購入し修復したが、世界遺産のライン渓谷中流上部に含まれたことで頓挫した。規制によりカーテンをつけるといった変造はできない。
一般公開はされていないが、2016年7月28日にNHK総合テレビジョンで放送された『所さん!大変ですよ』で所有者が取材を受け内部を公開している。

## 名の由来
ネコ城はその名のとおり「猫」という意味があるが、その理由としてふたつのことが挙げられる。ひとつめは、この城を建てた人物が猫のような顔をしていたということ。ふたつめは、城の一部が猫に似ていたということである。また、城を建てたカッツェンエルンボーゲンのヴィルヘルム2世（カッツェンエルンボーゲンはドイツ語で「猫の肘」の意）の名前にちなんでいるという説もある。ドイツ語での発音は「ブルク・カッツ」。

## 歴史
カッツェンエルンボーゲン伯爵ヴィルヘルム2世（Count Wilhelm II）により、1360年から1371年ごろに建設された。 1356年に建設していたトリーア大司教のマウス城（正式な名称はトゥルンブルク城だが、猫に睨まれていることから）に対抗するために建設された。反対側にはラインフェルス城があり、ともに川の通行料を取っていた。
1479年にカッツェンエルンボーゲン家が断絶した。その結果、この周辺の城とともにヘッセン＝カッセル方伯領とヘッセン＝ダルムシュタット方伯領とのあいだで争奪戦が行われた。1626年と1647年には包囲され、一部破壊された。またそして対抗するように補強も行われた。
1692年にルイ14世の征服によってラインフェルス城の包囲中に城が破壊された。七年戦争では、1758年にフランス人に征服され、1763年に戻った。1806年にナポレオン・ボナパルトに主塔が破壊された。
1896年までそのままだったが購入者が修復を開始し、1998年に完了した。

## ギャラリー

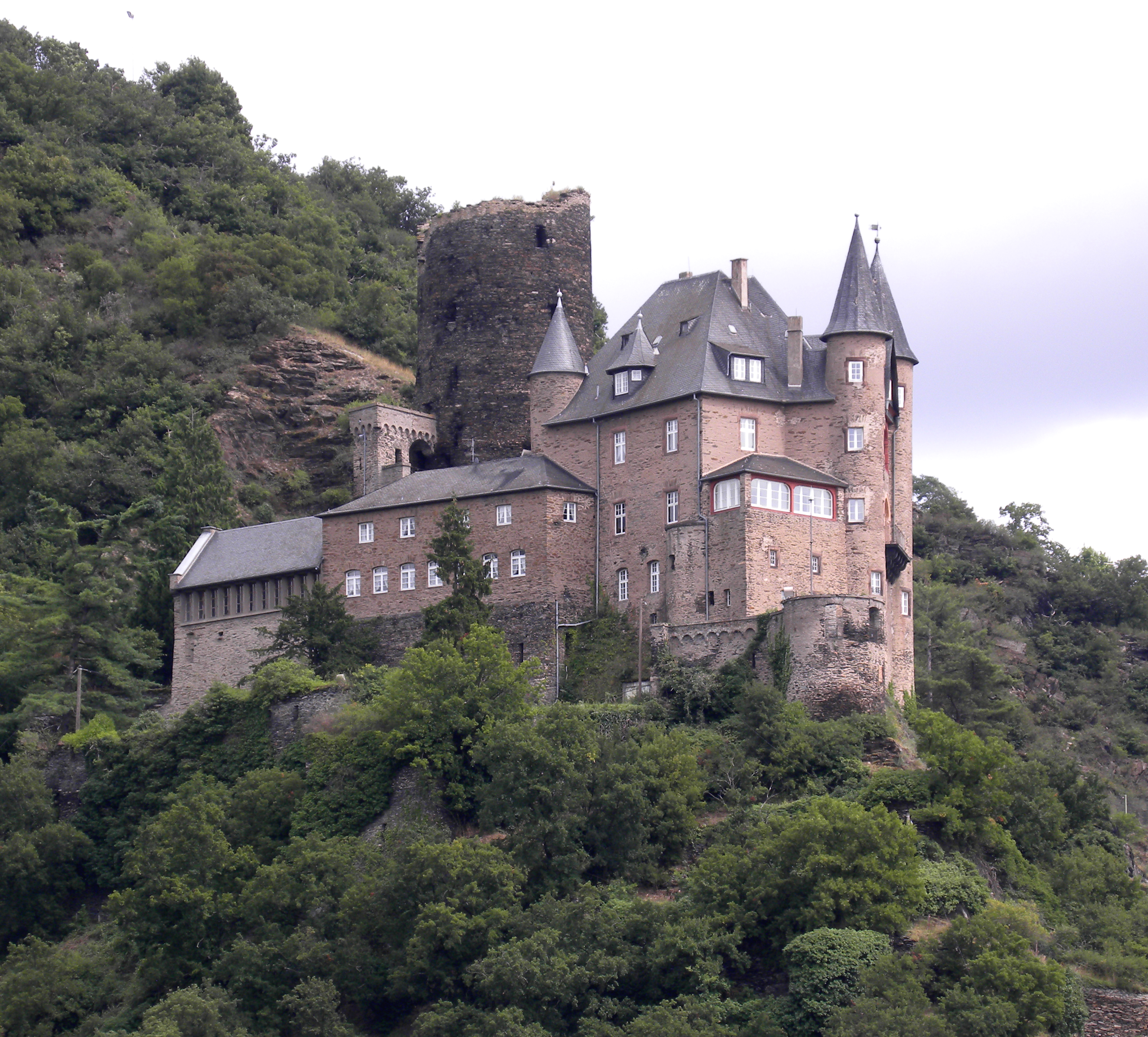
Burg Katz.
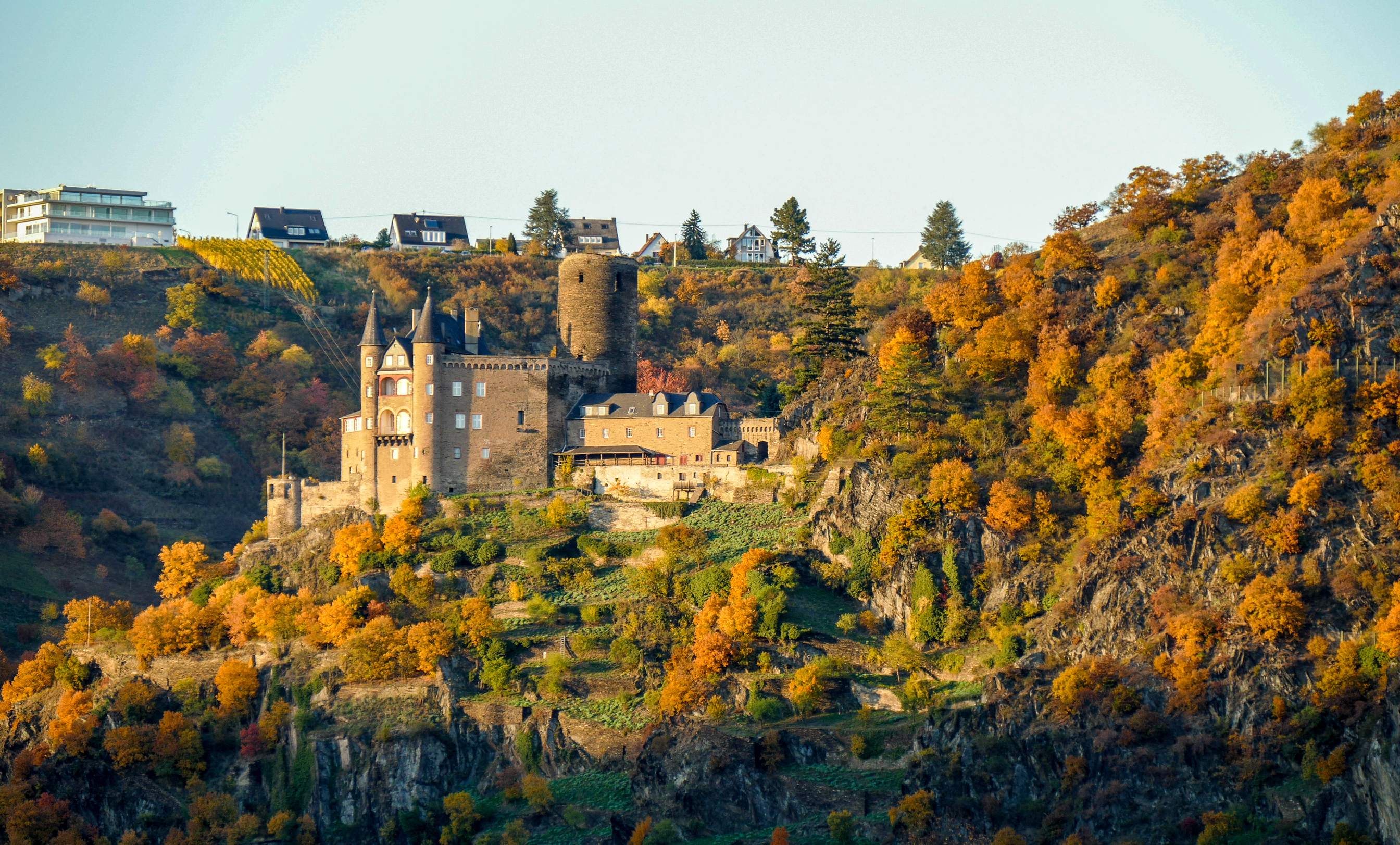
Burg Katz.